# Marco de São Torpes
O Marco de São Torpes, é um monumento religioso e um sítio arqueológico, situado no concelho de Sines, na região do Alentejo, em Portugal.

## Descrição e história

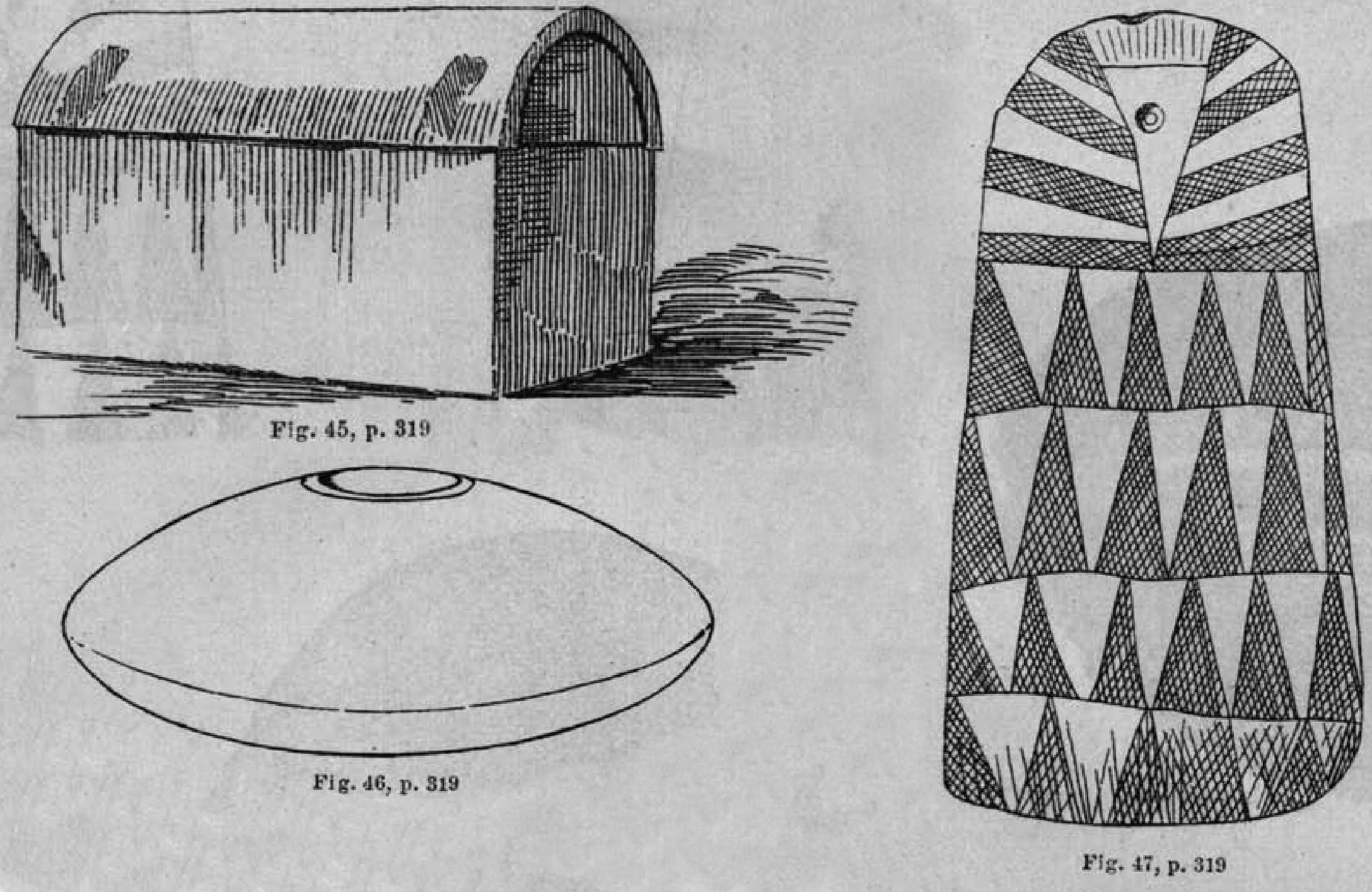
Peças que Leite de Vasconcelos descreveu em 1905 como estando dentro do sacrário da Capela da Misericórdia de Sines: A figura 45 é o cofre onde se encontravam as peças, a 46 é a vazilha em cerâmica, e a 47 a pedra em xisto decorada.

O marco localiza-se nas imediações da foz da Ribeira da Junqueira, perto da ponte da marginal. Consiste na base de um cruzeiro, produzido em cantaria, que aponta o sítio onde foram alegadamente encontrados os restos mortais de São Torpes. O cruzeiro em si desapareceu quase completamente, tendo sobrevivido apenas a sua base, que ostenta a inscrição «O S. r S. Torpes / Este calvario mandou fazer e assentar o Capitão Alexandre de Campos Brº / anno de 1783».
Nas Memórias Paroquiais de 1758, compiladas pelo padre Luís Cardoso e transcritas na revista O Arqueólogo Português por Pedro A. de Azevedo em 1896, faz-se uma referência à sepultura e monumento de São Topes: «na foz desta Ribeira de Junqueyra que ha na praya está a sepultura de São Torpes asignalada por huma crux».
As escavações para encontrar as relíquias do santo foram feitas em 7 de Junho de 1591, por ordem do Arcebispo de Évora, tendo sido sido descobertos os vestígios de uma anta, com esteios em pedra, e que continha vestígios osteológicos, fragmentos de peças de cerâmica, e uma placa de xisto decorada, que foi desenhada por José Leite de Vasconcelos nos princípios do século XX. As supostas relíquias de São Torpes foram transferidos para a Capela do Corpo Santo, no interior da Igreja Matriz, enquanto que dois dos esteios foram colocados à porta daquele santuário. Todo o processo foi rigorosamente registado, tendo o texto sido publicado na obra Exemplar da Constancia dos Mártires em a Vida do Glorioso São Torpes, publicada por Estevão de Liz Velho em 1746. tendo Leite de Vasconcelos copiado a parte correspondente ao inventário: «Certifico eu Pedro Lopes, notario publico apostolico, .. e faço fé que o que nesta caixa está, he o seguinte: a ossada que se tirou da foz da Junqueira, termo desta villa de Sines; a terra que se tirou dos ditos ossos ao tempo que se achárão; huma pomazinha quebrada de barro, que se achou na dita sepultura; huma estampa de pedra preta debuxada, que se achou na dita sepultura; .. está mais nesta caixa hum casco de cabeça, que foy achado á porta da sepultura, da banda de fóra; está mais huma pedra preta, que se achou fóra no vestigio; na ossada assima estão trez dentes atados na ponta de huma toalha .. por se acharem na sepultura.».
No entanto, quando Leite de Vasconcelos foi investigar o cofre com as relíquias, relatou que este se encontrava no sacrário da Capela da Misericórdia, não na igreja matriz. O cofre em si era de pequenas dimensões e forrado em seda, tendo o historiador descrito o seu conteúdo: «1) uma calote craniana (osso frontal, e resto dos dois parietais; 2) equírolas ósseas aglutinadas com terra (espécie de brecha óssea); 3) parte de uma vasilha grossa e tôsca de barro [...] com fracturas antigas, - feita à mão, sem roda de oleiro; 4) um medalhão ou «placa» de lousa, ornamentada de um lado, e com um friso do outro». Segundo Leite de Vasconcelos, estas peças eram pré-históricas, sem qualquer relação com o São Torpes, tratando-se assim de um caso em que um dólmen ou anta foi erroneamente considerada como a sepultura de um santo. Com efeito, a pedra decorada era muito semelhante às encontradas nas antas na região meridional do país, enquanto que a «pomazinha» era parecida a uma peça de cerâmica encontrada num sítio arqueológico em Aljezur. A descrição de 1746 refere igualmente a presença de ossadas fora do monumento, o que provavelmente indicava que no local não se encontrava uma só anta mas várias. Com efeito, Leite de Vasconcelhos mencionou que no sacrário da Capela da Misericórdia se encontravam igualmente os restos de um crânio, que segundo a tradição popular era de Santa Celerina, e um osso comprido, atribuído também a São Torpes.
Posteriormente a área foi alvo de trabalhos arqueológicos, coordenados por João Gualberto da Cruz e Silva, tendo sido encontrados vários vestígios antigos numa elevação perto da praia, que poderiam ter sido um povoado dos finais do Neolítico.